# ساتيواتي سليمان
كانت ساتيواتي سليمان (7 أكتوبر 1920 - 26 فبراير 1988) مؤرخة وعالمة آثار إندونيسية. وهي تعتبر رائدة في علم الآثار الإندونيسي وكانت واحدة من أوائل النساء في هذا المجال، كونها أول خريجة في علم الآثار من خريجاتها من الأم في جامعة إندونيسيا. وقد لوحظت مساهماتها بشكل خاص في البحوث الأثرية على سريفيجايا.

## بداية حياتها
ولدت سليمان في بوجور (ثم بويتزورج) في 7 أكتوبر 1920، وهي ابنة بوباتي سونديان (الوصي). درست في عهد البروفيسور الهولندي بيرنت كيمبرز وذلك قبل اندلاع الحرب العالمية الثانية  لكن دراساتها توقفت بسبب الغزو الياباني لجزر الهند الشرقية الهولندية عام 1942. كتبت سليمان في وقت لاحق رواية عن الغزو الياباني والتي نُشرت في عام 1979.

## مسيرتها المهنية
بدأت العمل في خدمة الآثار الأندونيسية في عام 1948 وحصلت لاحقاً على شهادة في علم الآثار من جامعة إندونيسيا وتخرجت في عام 1953. كما كانت أول خريجة في علم الآثار من الجامعة.
انضمت إلى عدة بعثات أثرية إلى جنوب سومطرة وجامبي والتي كانت رائدة في البحث في ولاية سريفيجايا وذلك خلال أوائل الخمسينيات من القرن الماضي. في أواخر عام 1955 التقت سليمان مع الباحثة الفرنسية لويس تشارلز دامايس التي أعطتها نسخة من كتاب «جورج هانس» بالولايات الهندية في جنوب شرق آسيا. قدمت سليمان لدامايس مكاناً في مهمة أثرية إندونيسية مخططة إلى الهند في العام المقبل لكن المهمة ألغيت.
تم إرسال سليمان إلى السفارة الإندونيسية في نيودلهي كملحق ثقافي في عام 1958. وبعد توليها المنصب لمدة ثلاث سنوات انتقلت إلى سفارة لندن حيث التحقت بين عامي 1961 و1963.
بعد أن قضت بعض الوقت في الخارج عادت إلى إندونيسيا وعملت في عهد سويكومونو في المعهد الوطني للآثار على رأس قسم الآثار الكلاسيكي بين عامي 1963 و1973. في عام 1973، في حين تم تكليف سويكومونو بترميم معبد بوربودور تولت ساتيواتي منصب رئيسة الهيئة بين عامي 1973 و1977. خلال فترة تبوؤها المنصب تم تقسيم الهيئة إلى كيانين منفصلين أحدهما مكلف بالبحث والدراسات والآخر مع الترميم والحماية وذلك بسبب عبء العمل الزائد على منظمة واحدة. بعد انتهاء تبوؤها منصب رئاسة الهيئة بقيت باحثة رئيسية في المنظمة حتى عام 1985. كانت أيضاً عضواً في مجلس إدارة سيمو سبافا حيث أطلقت منها برنامجاً للترويج لآثار سريفيان في جنوب شرق آسيا من خلال عقد ورش عمل في إندونيسيا وتايلاند.
تخصصت سليمان خلال حياتها المهنية في علم الأيقونات وكان من المعروف أنها تمتلك معرفة كبيرة في مختلف أنواع التحف الأثرية الموجودة في سومطرة وجافا. كتب الأكاديمي البريطاني أو دبليو وولترز في نعيها المنشور في مجلة إندونيسيا أن سليمان استمتعت بالبعثات الأثرية خارج جاكرتا وأشار إلى أن مساهمتها في دراسات سريفيجايا «لا غنى عنها».

## حياتها لاحقاً وموتها
تقاعدت سليمان من المعهد في عام 1985 لكن سُمح لها بالحفاظ على مكتب هناك حيث ساعدت الباحثين الشباب في عملهم. وقد توفيت في جاكرتا في 26 فبراير 1988.

## أعمال مختارة
- سليمان، ساتيواتي (1960). تاريخ اندونيسيا القديم. سفارة جمهورية إندونيسيا، القسم الثقافي.
- سليمان، ساتيواتي (1976). آثار اندونيسيا القديمة. المؤسسة الأثرية.
- سليمان، ساتيواتي (1977). علم الآثار وتاريخ غرب سومطرة.